# Sy Oliver
Pour les articles homonymes, voir Oliver.
Melvin Melvin James « Sy » Oliver (né le 17 décembre 1910 à Battle Creek – mort le 28 mai 1988 à New York) est un arrangeur, trompettiste, compositeur, chanteur et chef d'orchestre de jazz américain.  Sa mère était professeur de piano et son père jouait de plusieurs instruments : il s'était fait connaître en utilisant le saxophone à une époque où cet instrument était très peu utilisé en dehors des fanfares.
Oliver a quitté ses parents à 17 ans pour jouer avec Zack White et plus tard avec Alphonse Trent.  Il chantait et jouait de la trompette.
En 1933 il rejoint l'orchestre de Jimmie Lunceford  et contribue à de nombreux arrangements de l'orchestre, dont My Blue Heaven et Ain't She Sweet. En 1939, il rejoint l'orchestre de Tommy Dorsey comme arrangeur et devient ainsi le premier noir américain à occuper une place importante dans un orchestre blanc.
Il accompagne la transition de l'orchestre de Dorsey du Dixieland  au jazz moderne et convainc Buddy Rich d'intégrer l'orchestre. Son arrangement de On the Sunny Side of the Street a été un grand succès pour Dorsey, comme si cela avait été sa propre composition, Yes Indeed, un gospel sera enregistré plus tard par Ray Charles. Après avoir quitté Dorsey, il continua de travailler comme arrangeur indépendant et comme directeur musical pour Decca Records.
Le 26 juin 1950, il orchestre la version américaine de C'est si bon (Henri Betti, André Hornez, Jerry Seelen) et de La Vie en rose (Louiguy, Édith Piaf, Mack David) pour Louis Armstrong. À sa sortie, le disque obtient un succès mondial.
Dans les années 1970, il joue à nouveau de la trompette et dirige son propre orchestre, auquel le pianiste Cliff Smalls participe durant une dizaine d'années.

## Source
- Philippe Carles, André Clergeat et Jean-Louis Comolli, Dictionnaire du jazz, Paris, Robert Laffont, coll. « Bouquins », 1988, 1146 p. (ISBN 2-221-04516-5), p. 761.